# Bash
bash (від англ. Bourne again shell, букв. перероджена Shell) — вдосконалена й модернізована варіація командної оболонки Bourne shell. Один із найпопулярніших сучасних різновидів командної оболонки UNIX. Особливо популярна в середовищі GNU/Linux, де часто використовується як командна оболонка за замовчуванням.
Bash — це акронім Bourne-again-shell, тобто знову оболонка Bourne. Назва — це гра слів на Bourne-shell — один з популярних різновидів командної оболонки для UNIX (sh), автором якої є Stephen Bourne (1978), вдосконалена в 1987 Brian Fox. Bourne (Борн) перекликається з англійським словом «born», що означає що «народився», звідси: народжена-знову командна оболонка. Також має місце інша гра слів: «born again» — «народжений знову».

## Синтаксис
Синтаксис команд bash — це надмножина синтаксису команд Bourne shell. Остаточна специфікація синтаксису команд Bash є в Bash Reference Manual [Архівовано 23 серпня 2011 у WebCite], що поширює проект GNU.

### «hello world»
```
 
#!/bin/bash          

 
echo
 
Hello
 
World!

```

Цей скрипт містить лише два рядки. Перший повідомляє системі про те, яка програма використовується для запуску файлу. Другий рядок — це єдина дія, яка виконується цим скриптом, він, власне, друкує 'Hello world' у терміналі.

### Умовний оператор
```
 
#!/bin/bash

 
T1
=
"foo"

 
T2
=
"bar"

 
if
 
[
 
"
$T1
"
 
=
 
"
$T2
"
 
]
;
 
then

   
echo
 
умова
 
виконується

 
else

   
echo
 
умова
 
не
 
виконується

 
fi

```

### Цикли
Приклад організації циклів
```
 
#!/bin/bash

 
for
 
i
 
in
 
$(
 
ls
 
)
;
 
do

   
echo
 
item:
 
$i

 
done

```

```
 
#!/bin/bash

 
for
 
i
 
in
 
`
seq
 
1
 
10
`
;

 
do

   
echo
 
$i

 
done

```

```
 
#!/bin/bash

 
COUNTER
=
0

 
while
 
[
  
$COUNTER
 
-lt
 
10
 
]
;
 
do

   
echo
 
The
 
counter
 
is
 
$COUNTER

   
let
 
COUNTER
=
COUNTER+1

 
done

```

### Функції
Оболонка підтримує механізм створення функцій. Після об'яви функції, її можна викликати як звичайну команду з таким самим способом передачі параметрів. 
Функції створюються наступним чином
```
 [ function ] ім'я_функції () перелік_команд [перенаправлення]
```

де
- function — не обов'язковий оператор об'яви функції;
- ім'я_функції () — ім'я нової функції з обов'язковим додаванням дужок;
- перелік_команд — списком команд, які розміщені між фігурними дужками {}

Приклад функції, яка перевіряє чи є вказаний параметр шляхом до теки
```
chck_dir
 
()

{

# оголошення локальної змінній в функції

  
local
 
dpath
=
$1

  

# якщо тека не існує - завершення роботи функції

  
if
 
[[
 
!
 
-d
 
$dpath
 
]]

  
then
 

    
echo
 
"файл 
$dpath
 не існує або не є текою"

    
return
 
1

  
fi

# перевіряємо чи користувач передав валідний шлях до директорії

# якщо ні - завершуємо роботу

if
 
[[
 
!
 
-d
 
"
$1
"
 
]]
 
;
 
then

  
echo
 
"Шлях '
$1
' не існує. Будь ласка, уточнить."

  
exit
 
1

fi

}

# Виклик функції

chck_dir
 
/home/usr001/record

```

## Відмінний синтаксис
Переважна більшість важливих скриптів командного процесора Bourne можуть виконуватись без зміни в bash, за винятком тих скриптів Bourne, які посилаються на спеціальні змінні Bourne або використовують вбудовані команди Bourne. Синтаксис команд Bash включає ідеї, позичені в Korn shell (ksh) і C shell (csh), такі як редагування командного рядка, історія команд, стек директорію, змінні $RANDOM і $PPID, і синтаксис заміни команди POSIX : $(…) . Коли Bash використовується як інтерактивний командний процесор, він підтримує автозавершення імен програм, імен файлів, імен змінних тощо, якщо користувач натискає клавішу TAB.

### Цілочисельна математика
Головне обмеження Bourne shell це те, що він не може виконувати обчислення з цілими числами без породження зовнішнього процесу. Bash може виконувати цілочисельні обчислення всередині процесу використовуючи команду ((…)) і синтаксис змінної $[…], як показано нижче:
```
 
VAR
=
55
             
# Встановлюємо змінну VAR, рівною 55

 
((
VAR
 
=
 
VAR
 
+
 
1
))
  
# Додаємо одиницю до змінної VAR. Зверніть увагу на відсутність знака '$'

 
((
++VAR
))
          
# Інший спосіб збільшення VAR на одиницю. Виконує префіксний інкремент

 
((
VAR++
))
          
# Інший спосіб збільшення VAR на одиницю.  Виконує постфіксний інкремент

 
echo
 
$
[
VAR
 
*
 
22
]
   
# Множимо VAR на 22 і передаємо результат команді

 
echo
 
$((
VAR
 
*
 
22
))
 
# Інший спосіб зробити те саме

```

Команда ((…)) так само може використовуватися в умовних твердженнях, тому що її вихідний параметр це 0 або 1, які можуть інтерпретуватися як true або false:
```
 
if
 
((
VAR
 
==
 
Y
 
*
 
3
 
+
 
X
 
*
 
2
))

 
then

   
echo
 
Yes

 
fi

 
((
Z
 
>
 
23
))
 
&&
 
echo
 
Yes

```

Команда ((…)) підтримує оператори відношення  ==, !=, >, <, >= та <=.
Bash не підтримує обчислення всередині процесу з числами з рухомою комою. Тільки командні процесори UNIX підтримують цю можливість Korn-shell (версія 1993 року) і zsh (починаючи з версії 4.0).

### Перенаправлення потоків
Bash має індивідуальний синтаксис перенаправлення потоків вводу/виводу, який не підтримує Bourne shell. Bash може перенаправляти стандартний потік виводу stdout та стандартний потік повідомлень про помилки stderr в один файл file одночасно. Використовується наступний синтаксис:
```
 
command
 
&
>
 
file

```

що простіше набрати, ніж еквівалентну команду в синтаксисі Bourne shell, яка спочатку перенаправляє потік stdout у файл file, а потім перенаправляє stderr в той же потік, що і stdout (1 та 2 тут номери стандартних потоків stdout та stderr відповідно):
```
 
command
 
>file
 
2
>
&
1

```

Bash, починаючи з версії 2.05b, може перенаправляти стандартний ввід stdin на текст із рядка, використовуючи синтаксис, який іноді називають «here strings»:
```
 
command
 
<<<
 
"string to be read as standard input"

```

Якщо рядок містить пропуски, його слід узяти в лапки.
Приклади:
- Перенаправлення стандартного виводу у файл, запис даних, закриття файлу, скидання stdout

```
 
# make Filedescriptor(FD) 6 a copy of stdout (FD 1)

 
exec
 
6
>
&
1

 
# open file "test.data" for writing

 
exec
 
1
>test.data

 
# produce some content

 
echo
 
"data:data:data"

 
# close file "test.data"

 
exec
 
1
>
&
-

 
# make stdout a copy of FD 6 (reset stdout)

 
exec
 
1
>
&
6

 
# close FD6

 
exec
 
6
>
&
-

```

- Відкривання та закривання файлів:

```
 
# open file test.data for reading

 
exec
 
6
<test.data

 
# read until end of file

 
while
 
read
 
-u
 
6
 
dta

 
do

   
echo
 
"
$dta
"
 

 
done

 
# close file test.data

 
exec
 
6
<
&
-

```

- Захоплення виведення зовнішніх команд:

```
 
# execute 'find' and store results in VAR

 
# search for filenames which end with the letter "h"

 
VAR
=
$(
find
 
.
 
-name
 
"*h"
)

```

### Регулярні вирази всередині процесу
Bash 3.0 підтримує вбудовані регулярні вирази, з синтаксисом подібним до синтаксису Perl:
```
 
[[
 
string
 
=
~
 
regex
 
]]

```

Синтаксис регулярних виразів задокументовано на сторінках документації man 7 regex. Статус виходу встановлюється в 0, якщо регулярний вираз збігся з рядком, і 1, якщо ні. Значення підвиразів, загорнутих у дужки, можна отримати через змінну ${BASH_REMATCH[@]}, наприклад:
```
 
REGEXP
=
'foo(bar)bl(.*)'

 
if
 
[[
 
"abcfoobarbletch"
 
=
~
 
$REGEXP
 
]]

 
then

   
echo
 
"Регулярний вираз збігся з рядком!"

   
echo
 
"
$BASH_REMATCH
"
      
# виводить: foobarbletch

   
echo
 
"
${
BASH_REMATCH
[1]
}
"
   
# виводить: bar

   
echo
 
"
${
BASH_REMATCH
[2]
}
"
   
# виводить: etch

 
fi

```

Вбудовані регулярні вирази працюють швидше, ніж виконання зовнішньої команди grep, бо відповідний регулярний вираз виконується в межах процесу Bash. Якщо регулярний вираз або рядок містять пропуски або метасимволи (такі як '*' або '?'), їх слід узяти в лапки. Рекомендується використовувати змінну для зберігання регулярного виразу, як у вищенаведеному прикладі, для уникнення проблем з екрануванням спеціальних символів. Можна використовувати вивід bash із опцією -x для перевірки, як саме bash сприймає ваш регулярний вираз.

### Розширення дужок
Можливість розширення дужок запозичено в csh. Вона дозволяє довільному рядку бути сформованим з використанням схожої техніки, як це робиться з назвами файлів. Проте в bash згенеровані рядки не зобов'язані бути іменами файлів. Результат кожного розширення рядка не сортується, зберігається порядок зліва направо:
```
 
# This is a bash specific feature

 
echo
 
a
{
p,c,d,b
}
e
 
# ape ace ade abe

```

Не слід використовувати цю особливість, якщо скрипт планується портувати, бо в традиційних скриптах розширення рядка не діятиме:
```
 
# A traditional shell does not produce the same output

 
echo
 
a
{
p,c,d,b
}
e
 
# a{p,c,d,b}e

```

## Переносимість
Скрипти оболонок, написані зі специфічними для bash особливостями (bashism-и) не будуть працювати на системах, де використовується Bourne shell або один із його замінників, без того, щоб bash був встановлений як додаткова оболонка, і звісно, скрипти треба починати з #!/bin/bash. Ця проблема стала особливо важливою, коли Ubuntu почав із жовтня 2006, поставляти Debian Almquist shell, dash, як скриптову оболонку за умовчанням, що призвело до недієздатності численних скриптів.

## Виноски
1. ↑  GNU Project. README file. Архів оригіналу за 26 червня 2013. Процитовано 3 лютого 2011. Bash is free software, distributed under the terms of the [GNU] General Public License as published by the Free Software Foundation, version 3 of the License (or any later version)